# Clathrinida
Clathrinida – rząd gąbek wapiennych (Calcarea) z podgromady Calcinea. Gąbki należące do tego rzędu mają wapienne szkielety, wyłącznie z wolno ułożonymi igłami. Są zwierzętami morskimi.

## Rodziny[3]
- Clathrinidae
- Dendyidae
- Leucaltidae
- Leucascidae
- Leucettidae
- Levinellidae